# Biographie (escalade)
Ne doit pas être confondu avec Bibliographie (escalade).
Cet article concerne la voie d'escalade. Pour la chanson de Prism, voir Realization.
Pour les articles homonymes, voir Biographie (homonymie).
Biographie (ou Realization) est une voie d'escalade sportive, située sur la falaise de Céüse, près de Gap en France, et gravie pour la première fois par Chris Sharma en 2001. Elle est cotée 9a+ (5.15a, en cotation américaine), ce qui en faisait la voie la plus difficile au monde lors de sa première ascension. 

## La voie

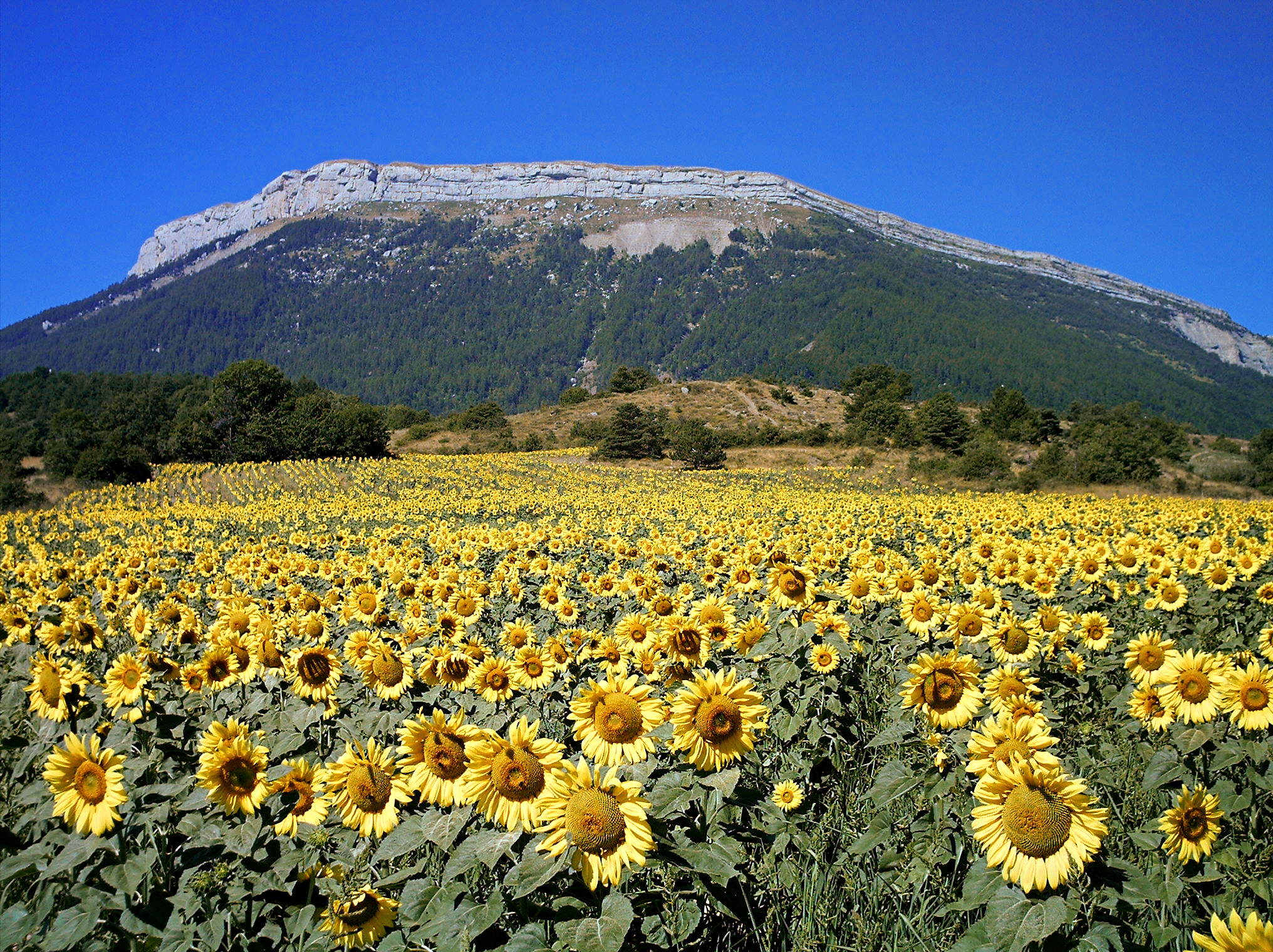
La falaise de Céüse

La voie a été équipée en 1989-90 par Jean-Christophe Lafaille, qui devint un des meilleurs alpinistes des années 1990-2000 et disparut au Makalu en 2006. Il la baptisa Biographie. Elle fait une quarantaine de mètres de long, dans un dévers à 30°, le long d'une coulée bleue de la falaise calcaire de Céüse. Entièrement naturelle (sans prise taillée), elle peut se décomposer en une première partie en 8c+, et une seconde en 8b+ avec un pas en 7C bloc, en tout une soixantaine de mouvements. 
La première partie en 8c+ fut enchaînée en 1996 par Arnaud Petit (vainqueur la même année de la coupe du monde d'escalade), qui, faute de pouvoir faire l'intégralité de la voie, avait installé un relais intermédiaire.

## Le nom de la voie
Le nom de la voie, Realization pour les Américains, Biographie pour les Français, a fait une certaine polémique. Après sa première ascension, Chris Sharma l'a baptisé Realization, et c'est sous ce nom qu'elle est connue des grimpeurs américains, le nom de Biographie étant réservé à la première section en 8c+. Aux États-Unis, la tradition est que ce soit l'ouvreur qui donne le nom aux voies, alors qu'en France c'est l'équipeur.
En 2010, Sharma déclare : « J'ai baptisé cette voie Realization parce que la première partie, Biographie, se terminait au milieu et je voulais différencier les deux. Les Français ont été vexés par la suite que je change le nom. Donc après avoir discuté avec des amis français, j'ai compris l'histoire de la voie et la tradition en France de laisser à l'équipeur le soin de baptiser sa voie. Je leur ai donc dit que je n'avais pas de souci à ce que la voie garde le nom de Biographie. 
La plupart du temps maintenant, durant mes conférences, je parle de la voie sous le nom de Biographie. Je pense que la chose n'était pas claire à cause de ce relais intermédiaire et je ne voulais pas discréditer cette première partie ou utiliser le même nom. Personnellement, je pense que les gens peuvent appeler la voie comme bon leur semble. Baptiser, c'est juste pour le plaisir. La perfection de la voie parle d'elle-même. Ce morceau de caillou était là bien avant nous donc polémiquer sur le nom est un peu ridicule ».

## Cotation et répétitions

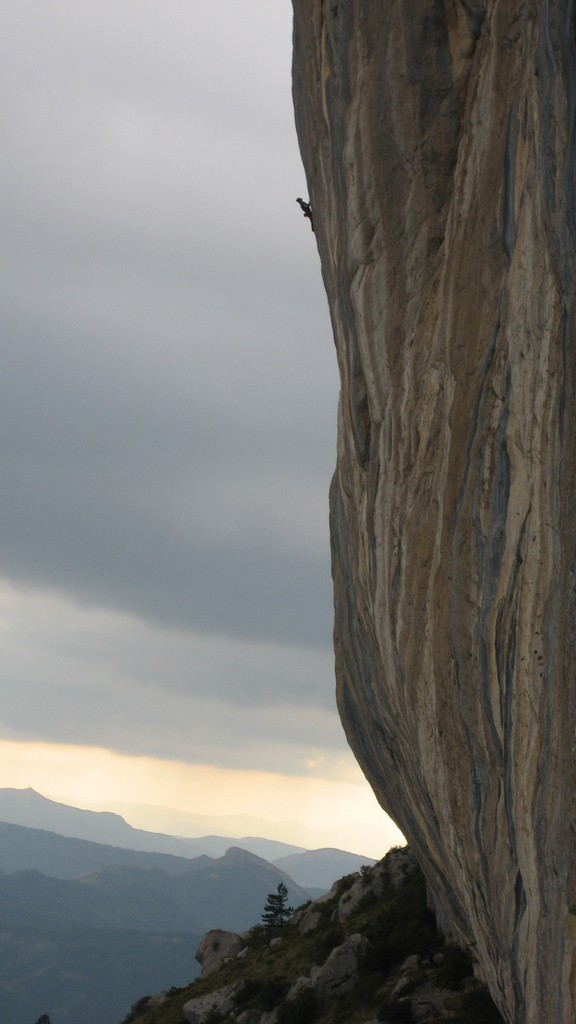
Alexander Adler dans un 8b+ du secteur Biographie à Céüse

En 2001, il existait environ 25 voies cotées 9a, la première Action directe en 1991. Chris Sharma (né en 1981) commença à travailler la voie en 1997, enchaînant la première partie en 8c+. Il revint régulièrement la travailler, échouant dans le pas de bloc de la partie supérieure, jusqu'à la réussite en 2001. Il n'avait alors réussi aucune voie en 9a et ne proposa aucune cotation pour Biographie. Elle fut cependant rapidement estimée à 9a+ par la presse d'escalade, ce qui en faisait la première de ce niveau, et la voie la plus dure du monde en dehors de la controversée Akira (annoncée 9b en 1995, et que les premiers répétiteurs ont ensuite proposée à 9a). La voie est vite devenue célèbre du fait de son histoire, de la beauté et de la pureté de la ligne, de sa présence dans une des falaises « phare » du haut niveau du moment, et de la médiatisation de son ouvreur.
La première répétition fut l'œuvre du grimpeur local, le Gapençais Sylvain Millet en 2004, après trois ans d'essais. Lui non plus ne donna pas de cotation, jugeant manquer de références à ce niveau. 
La voie a été ensuite réussie par Patxi Usobiaga toujours en 2004, Dave Graham en 2007, Ethan Pringle (en) en 2007, Julian Ramon Puigblanque en 2008 et d'autres répétiteurs depuis, en faisant la voie en 9a+ la plus répétée au monde en 2014. La cotation 9a+ est confirmée, et Biographie est généralement considérée comme la voie de référence de ce niveau.
Le jeune Américain Ethan Pringle a cependant estimé qu'il s'agirait plutôt d'un 9a, ce que son ami Chris Sharma a commenté en disant qu'il ne pensait pas que Pringle avait suffisamment d'expérience à ce niveau.
En juillet 2010, une prise a été cassée par un grimpeur slovène, dans un pas de bloc estimé à 7C dans le bas de la voie. Le pas a été refait peu après par le jeune Enzo Oddo (15 ans), qui l'estime désormais à 8A bloc. Oddo a finalement enchainé la voie le 15 août 2010, réalisant la 7e ascension.
Le 8 juin 2012, Adam Ondra a tenté de réaliser l'ascension en flash, mais est tombé dans le crux du haut . Il n'a pas pu non plus l'enchaîner lors de deux nouvelles tentatives. Il l'a finalement réussie lors d'un séjour rapide à Ceüse en 2014.
Le 24 septembre 2017, la jeune Américaine Margo Hayes (19 ans) est la première femme à réussir la voie.

### Répétiteurs
- Chris Sharma, en 2001 (première ascension)
- Sylvain Millet, le 24 mai 2004[11]
- Patxi Usobiaga, le 29 juillet 2004
- Dave Graham, le 30 juillet 2007[12]
- Ethan Pringle (en), en 2007
- Ramón Julián Puigblanque, le 28 juillet 2008[13]
- Enzo Oddo (15 ans), le 15 août 2010[14],[15]
- Jonathan Siegrist, le 1er juin 2014[16]
- Alexander Megos, le 11 juillet 2014, au 3e essai[17]
- Adam Ondra, le 24 juillet 2014.
- Sachi Amma, le 7 août 2014
- Stefano Ghisolfi, le 21 juin 2015[18]
- Jon Cardwell, le 25 mai 2016[19]
- Margo Hayes, le 24 septembre 2017[20] (première féminine)
- Piotr Schab, le 9 juin 2018
- Stefano Carnati, le 22 septembre 2018[21]
- Jorge Diaz Rullo, le 13 juillet 2019
- Seb Bouin, le 13 juin 2020 [22]
- Tanguy Merard, avril 2023[23],[24].
- Matty Hong, 27 mai 2023

## Le premier 9a+?
En 1998, l'Espagnol Bernabé Fernández annonça la cotation 9a+ pour Orujo à Malaga. Mais la voie fut décriée, car elle comportait des prises artificielles vissées. La voie n'a pas été répétée et les prises ont été démontées. Bernabé Fernandez défraya à nouveau la chronique en 2003 en annonçant la cotation 9b+ pour Chilam Balam
En 2008, le jeune (15 ans) prodige tchèque Adam Ondra a réussi la première répétition de Open air, une voie du Schleierwasserfall, ouverte par l'Allemand Alexander Huber en 1996. Ayant auparavant réussi de nombreuses voies en 9a, ainsi qu'un 9a+ (La Rambla), il déclare que Open air est la plus dure qu'il ait réalisée, et propose une cotation de 9a+, ce qui en ferait la première voie à ce niveau, cinq ans avant Biographie.